# تریلوبیت
تریلوبیت‌ها یا سه‌لَپی‌ها (به انگلیسی: Trilobites) رده‌ای منقرض‌شده از جانوران بندپاتبار هستند که در دوران دیرینه‌زیستی می‌زیستند.
در زیست‌شناسی زیرشاخه‌ای که تریلوبیت‌ها به آن تعلق دارند «سه‌لَپ‌ریخت‌وندان» (Trilobitomorpha) نام دارد. اعضای بدن سه‌لپ‌ریخت‌وندان دارای سه لَپ طولی و سروسینه و شکم و یک جفت شاخک (antenna) و ضمایم دوشاخه‌ای (biramus) است.
تریلوبیت‌ها گروهی از بندپایان قدیمی، بسیار ساده و ساکن دریا بودند که از روی بدن بندبند و پوشش سخت خارجی، مشخص می‌شوند. تفاوت آن‌ها با دیگر بندپایان، در زوائد حرکتی و دگردیسی اولیهٔ آن‌هاست.
تریلوبیت‌ها ازجملهٔ اولین بی‌مهرگانی هستند که به واسطهٔ گسترش وسیع در محدودهٔ کوتاه زمان زمین‌شناسی، نقش ویژه‌ای را در سنگواره‌شناسی و دیرینه‌شناسی ایفا می‌کنند.
تریلوبیت‌ها دریازی بودند و برای اولین بار در کامبرین پیشین ظاهر و در پرمین پسین منقرض شدند. تاکنون حدود ۵ هزار سرده و بیش از ۱۹ هزار گونه از آن‌ها شناسایی شده‌اند.
به‌نظر می‌رسد در این مدت زمان، بیش‌ترین اهمیت تریلوبیت‌ها در کامبرین و اردوویسین بود؛ یعنی زمانی که تنوع و تعداد آن‌ها در محیط‌های دریایی بسیار زیاد بود به طوری‌که فقط در کامبرین، ۶۰۰ سرده از آن‌ها شناخته شده‌است.
در طول سیلورین و دونین، تعداد آن‌ها رو به کاهش نهاد. تنها به عنوان یک عضو کوچک از جانوران دریا مطرح بودند و فقط ۶۰ سرده از آن‌ها وجود داشت. در ادامه، در کربونیفر از تریلوبیت‌ها فقط یک راسته باقی‌ماند و سرانجام در پرمین پسین، این جانوران از صحنهٔ روزگار محو شدند.

## توصیف
طول تریلوبیت‌ها از ۰٫۱ تا ۷ سانتی‌متر متغیر است. از آن‌جا که سطح پشتی آن‌ها از طول به سه قسمت تقسیم شده‌است (یک لبه مرکزی و دولب کناری)، تریلوبیت نام گرفته‌اند. علاوه براین تقسیمات طولی، پوشش اسکلت پشتی در عرض نیز به سه قسمت تقسیم شده‌است که عبارتند از: سفالون۱۰، توزاکس۱۱ و پیجیدیم۱۲.
هر یک از این قسمت‌ها از قطعات اسکلتی تشکیل شده‌اند. قطعات فوق در بخش سر و دم به یکدیگر متصل و غیرقابل حرکت بودند و فقط در بخش سینه (که شامل ۲ تا ۴ قطعه هستند)، به یکدیگر مفصل شده بودند و نسبت به یکدیگر حرکت داشتند، به‌همین دلیل می‌توانستند در سطح شکمی خود را جمع کنند.
اسکلت تریلوبیت‌ها از نوع خارجی و ترکیب آن از کیتین، فسفات کلسیم و برخی مواد معدنی دیگر نظیر کربنات کلسیم است. محدودهٔ خارجی اسکلت که پشت‌لاک (کاراپاس) نامیده می‌شود، معمولاً بیضی تا تخم‌مرغی شکل است.
تریلوبیت‌ها همچون سایر بندپایان، برای رشد، به‌طور دوره‌ای پوست‌اندازی می‌کردند. البته پوست‌اندازی در بندپایان متفاوت است، به‌طوری‌که برخی فقط تا مرحلهٔ بلوغ پوست‌اندازی می‌کنند و گروهی دیگر پوست‌اندازی را کم و بیش ادامه می‌دهند. پوست‌اندازی در تریلوبیت‌ها ظاهراً همچون گروه دوم بوده و سبب شده‌است که علاوه بر سنگواره کامل بدن، پوست باقی‌مانده از پوست‌اندازی نیز به‌صورت سنگواره حفظ شود. پوست‌اندازی دوره‌ای موجب می‌شود، هر فرد تریلوبیت بتواند، نمونه‌های سنگواره‌ای بسیاری را برجای بگذارد. درهنگام پوست‌اندازی، بخش سفالون در تریلوبیت‌ها در بخش منحنی شکل (که به آن خط درز چهره گویند و در جلوی سفالون و در طول چشم‌ها قرار دارد) می‌شکند.

## روش زیست
سنگواره‌های یافت شده از تریلوبیت‌ها نشان می‌دهند که احتمالاً آن‌ها روش‌های متفاوتی برای زندگی داشتند. بیش‌تر آن‌ها به‌دلیل وجود مواد غذایی، در کف دریا و درون رسوبات زندگی می‌کردند. جانورانی که این نوع زندگی را دارند، کف‌زی نامیده می‌شوند. همچنین برخی ریزه‌خوار، برخی درنده و عده‌ای دیگر نیز مردارخوار بودند. برخی سرده‌های تریلوبیت مانند «Olenellus» توانایی شنا کردن و خزیدن در بستر دریا را داشتند. با این حال تریلوبیت‌ها در نواحی کم‌عمق آب دریا می‌زیستند و در ته دریا به آهستگی می‌خزیدند و شنا می‌کردند. به‌همین خاطر، سطح زیرین بدن آن‌ها صاف بود.